# Base de lancement de SaxaVord
La base de lancement de SaxaVord, en anglais SaxaVord Spaceport, anciennement connue sous le nom de Shetland Space Center, est une base de lancement du Royaume-Uni située dans la péninsule de Lamba Ness sur Unst, la plus au nord des îles Shetland. Le site proposé se trouve à proximité de la station radar de la RAF Saxa Vord et de la localité de Skaw. La base de lancement prévoit de créer environ 140 emplois sur l'île d'Unst et 70 emplois dans le reste du comté, tout en générant des bénéfices économiques de plus de 7,8 millions de livres sterling dans la région. Le coût total du projet est de 43 millions £. Un projet pour un hôtel pouvant accueillir des touristes et des employés est également en cours d'élaboration, avec le dépôt d'une demande d'approbation pour le projet devant être faite avant la fin de 2022.

## Historique
Les plans du spatioport ont été soumis au Conseil des îles Shetland par Farningham Planning en janvier 2021 pour permettre jusqu'à 30 lancements par an à partir du site. La proposition porte sur trois rampes de lancement de fusées sur la péninsule de Lamba Ness avec des infrastructures supplémentaires telles qu'une station de poursuite des satellite, des halles d'assemblage de fusées et des installations d'intégration. Les plans documentent également des propositions pour un centre de contrôle dans l'ancien complexe RAF Saxa Vord, des installations de stockage d'ergols à l'aéroport d'Ordale à Baltasound ainsi que des améliorations aux routes d'accès au site de lancement,.
Le 29 mars 2021, Historic Environment Scotland (HES), un organisme statutaire, a refusé d'approuver le développement au motif qu'il détruirait un monument classé d'importance nationale. Le refus a un poids juridique important car c'est une infraction pénale d'effectuer des travaux sur un monument classé sans une telle autorisation. En raison du chevauchement presque univoque de l'emplacement du monument avec la base de lancement proposée, ce refus a mené à des craintes sur la viabilité du projet de spatioport sur les îles Shetland. Le 20 janvier 2022, Historic Environment Scotland a retiré son objection, déclarant qu'elle reconnaissait les avantages que ce développement apporterait à la communauté d'Unst.
Le 28 février 2022, le Conseil des îles Shetland a donné son approbation à la phase de planification pour débuter la construction de la base de lancement sur le site proposé à Lamba Ness, à condition que le gouvernement Écossais ne fasse un examen du projet dans les 30 jours suivant l'approbation,. Le gouvernement Écossais a confirmé trois mois plus tard qu'il ne réviserait pas les plans pour SaxaVord, confirmant la décision prise en février. En date de juillet 2022, la construction avait débuté, avec l'excavation du site et la réfection des routes d'accès en cours,.
SaxaVord devient en mars 2022 le premier site de lancement vertical au Royaume-Uni à faire une demande de licenciement pour des lancements orbitaux à l'agence d'aviation civile (CAA) du Royaume-Uni. Des consultations sur l'impact environnemental sont faites auprès de parties intéressées dans le cadre de l'évaluation de la demande de licenciement en novembre et décembre 2022. La proposition de 30 lancements par an sur une période de 30 ans doit être évalué par rapport au risque posé par le survol de zones habitées sur les îles Shetland, l'Islande et les îles Féroé, ainsi que les champs pétroliers de la mer du Nord. L'une des conditions pour l'approbation de la demande est l'interdiction d'essais de tir statique entre la mi-mai et la fin de juin pour éviter de déranger les espèces d'oiseaux lors de leur période de reproduction.

## Lancements prévus
Le programme de lancement de satellite UK Pathfinder de Lockheed Martin doit utiliser ce site de lancement pour lancer les premiers satellites britanniques à partir de la Grande-Bretagne,,. Le lanceur proposé dans le cadre de ce programme est le RS1 d'ABL Space Systems, une société américaine développant des fusées d'une hauteur de 27 m capables de placer des charges utiles allant jusqu'à 1000 kg sur une orbite héliosynchrone,. Le programme UK Pathfinder Launch est soutenu par des subventions totalisant 23,5 millions de livres sterling de l'Agence spatiale du Royaume-Uni,.
Le site de lancement serait également utilisé par HyImpulse Technologies, une société aérospatiale allemande développant SL1, des fusées utilisant une propulsion hybride, visant des lancements orbitaux d'ici 2023.
En octobre 2021, Skyrora a signé une entente pour plusieurs lancements au cours de la prochaine décennie à partir de SaxaVord, dans l'espoir de commencer à envoyer des satellites en orbite d'ici 2023,.
En avril 2022, Astra Space annonce qu'elle a conclu un partenariat pour réaliser des lancements à partir de SaxaVord, avec le premier vol prévu pour 2023.
En préparation à l'arrivée de nouveaux lanceurs orbitaux sur le site, un vol suborbital doit se dérouler dans le cadre d'une campagne de tests nommée opération Freya avant la fin de 2022. Ces tests ont pour objectif la simulation d'une préparation pour un campagne de lancement à l'aide d'installations de lancement fournies par Astra Space.
Rocket Factory Augsburg s'est entendu avec SaxaVord en janvier 2023 pour avoir un accès exclusif au pas de tir "Fredo" et y lancer sa fusée RFA One pour la première fois à la fin de l'année 2023.
La start-up française Latitude a sélectionné le pas-de-tir de SaxaVord pour les lancements de sa fusée Zéphyr, dont le premier est prévu pour fin-2025.